# Матей Квічала
Матей Квічала (чеськ. Matěj Kvíčala; *6 травня 1989, м. Яблонець над Нісою, Чехія) — чеський саночник, який виступає в санному спорті на професійному рівні з 2003 року. Дебютант національної команді, як учасник зимових Олімпійських ігор в 2010 році він з своїм напарником посів 18 місце. Балансує в числі 20 найкращих саночників світу, а в парному розряді виступає разом з саночником Любошем Йіра, на світових форумах саночників має доволі скромні результати.